# 과달키비르강
과달키비르강(스페인어: Guadalquivir)은 스페인에서 다섯 번째로 긴 강이다. 안달루시아에서는 가장 긴 강으로서 원래의 이름은 아랍어에서 유래했다고 전한다. 원래의 아랍 이름은 al-wādi al-kabīr(الوادي الكبير)로서 대협곡이라는 뜻이 있다. 전체 길이는 657 km이며 전체 유역 면적은 58,000 km2이다.
과달키비르강은 사실상 배가 지나다닐 수 있는 유일한 강과 다름 없기에 그 가치가 더욱 크다. 지금은 세비야까지 강을 통해서 배의 운항이 가능하다. 그러나 고대 로마 제국 시대 때는 코르도바까지 가능했다.

## 그림모음

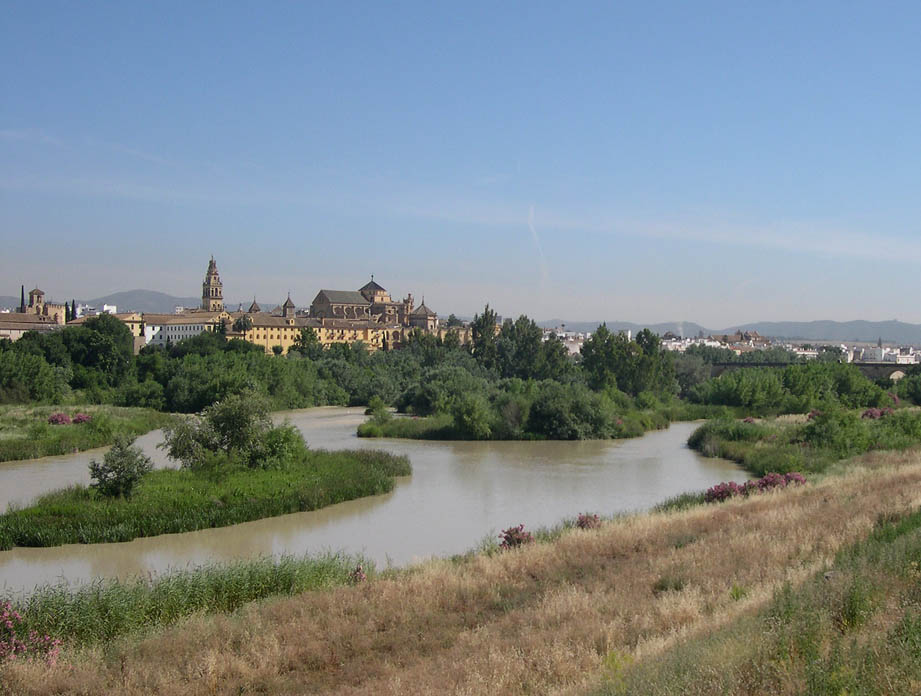
코르도바 지역의 강 모습
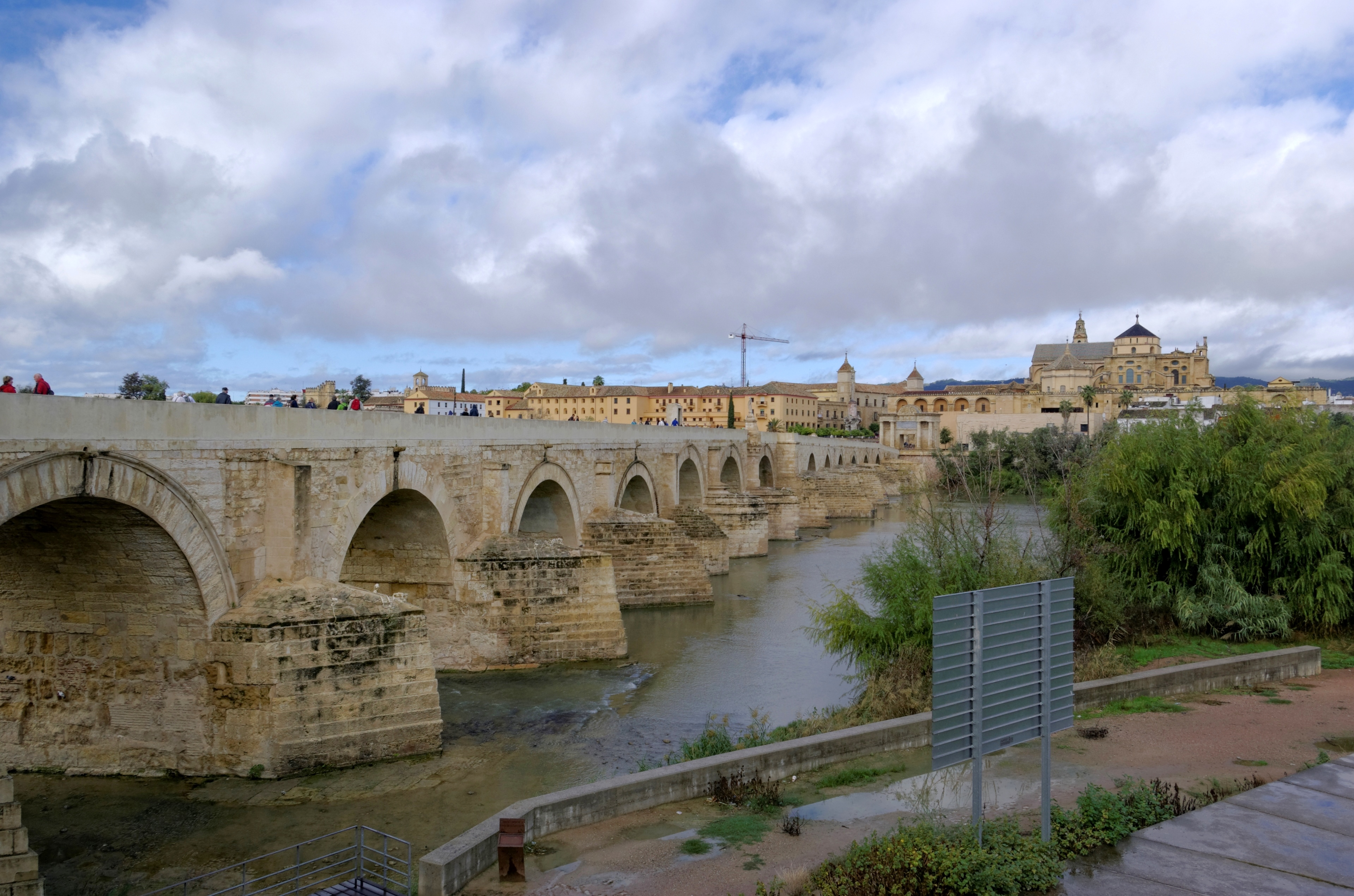
옛 로마 양식으로 지어진 다리의 모습
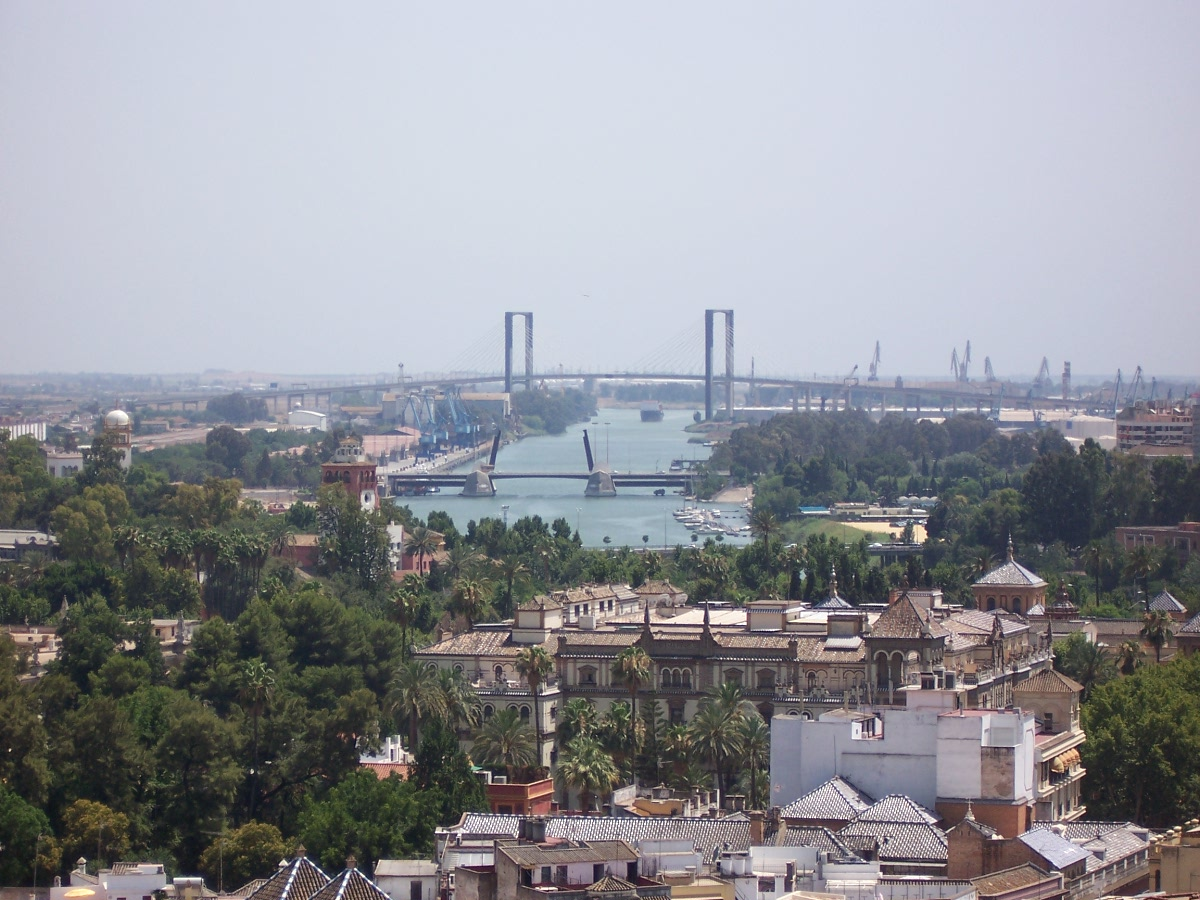
강과 500주년 기념 다리의 모습
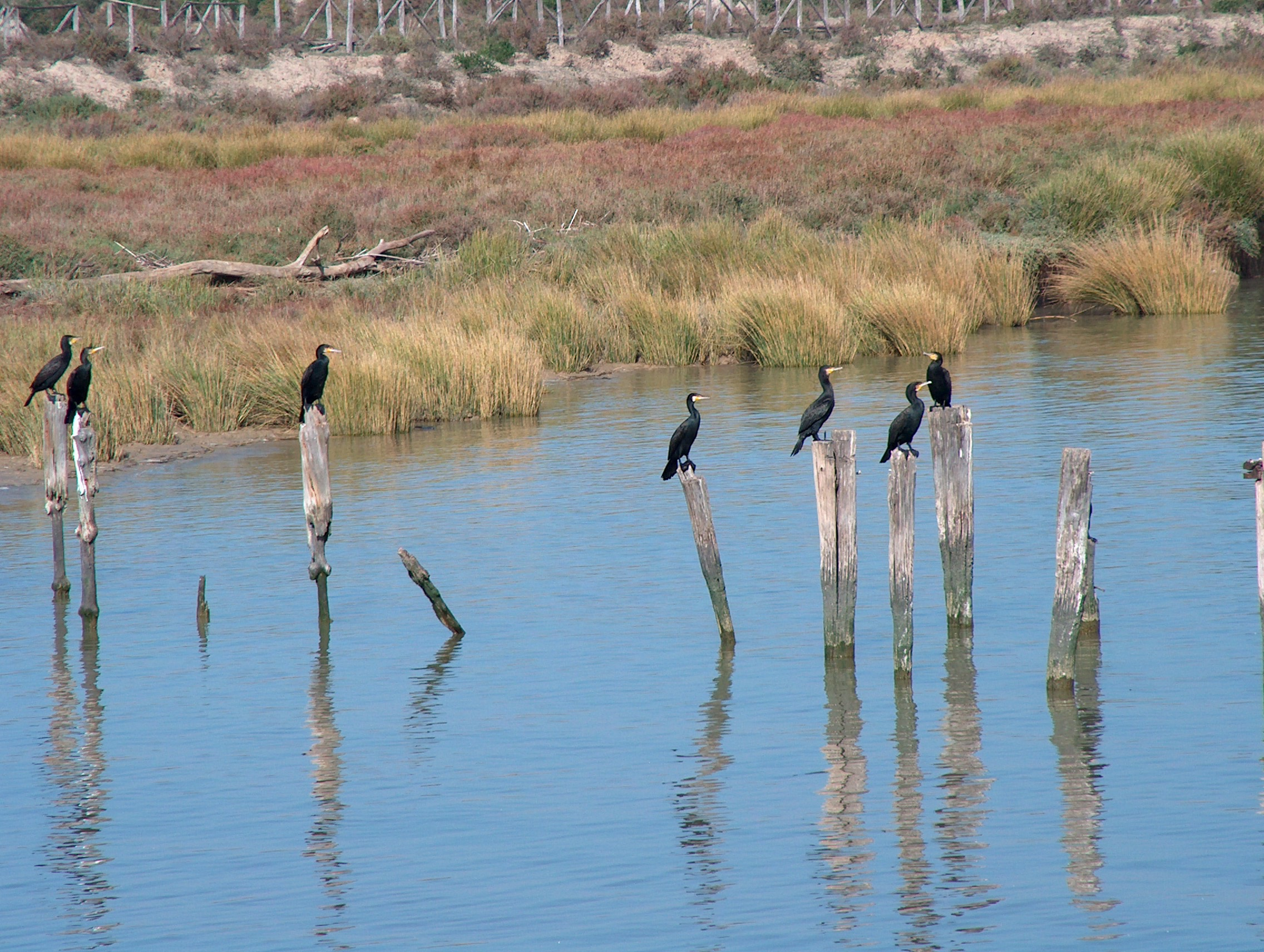
도냐나 국립공원 내의 강 모습